# Balatongyörök
Balatongyörök is een plaats (község) en gemeente in het Hongaarse comitaat Zala. Balatongyörök telt 1021 inwoners (2013).